# Selenicereus hondurensis
Selenicereus hondurensis là một loài thực vật có hoa trong họ Cactaceae. Loài này được (K.Schum.) Britton & Rose miêu tả khoa học đầu tiên năm 1909.